# Rita Mažukėlytė
Rita Mažukėlytė-Petra (* 18. September 1985 in Vilnius) ist eine litauische Fußballnationalspielerin.

## Karriere

### Vereine
Rita Mažukėlytė begann ihre Karriere 2003 beim Vilniaus FM. Nach zwei Jahren bei Vilnius wechselte sie im Mai 2005 zum FK TexTilitė Ukmergės und von dort nach einem Jahr zum FK Vetra Vilnius. Sie erzielte für Vetra 24 Tore in 28 Spielen, bevor sie sich der Mannschaft der Gintra Universität Šiauliai anschloss. Nach zwei Jahren bei Gintra Universitetas ging sie im Sommer 2010 nach Dänemark, zum FC Damsö. In der dänischen zweiten Liga entwickelte sie sich zur Leistungsträgerin. Sie verließ den Verein im Sommer 2012, um aufgrund einer Schwangerschaft 11 Monate zu pausieren.
Im Januar 2013 kehrte sie aus dem Schwangerschaftsurlaub zurück und unterschrieb in der Schweiz beim FC Aarau in der NLB. Im August 2013 schloss sie sich dem FC Staad an, der in der NLA spielt. Ein halbes Jahr später spielte sie bis zum Saisonende der Saison 2013/2014 leihweise für den FC Weinfelden-Bürglen. Im Sommer 2014 kehrte sie zum FC Staad zurück und schoss in ihrem ersten Meisterschaftsspiel gegen St. Gallen den Ausgleichstreffer zum 2:2. Am 3. Spieltag schoss sie den Siegtreffer zum 1:0 gegen den Tabellenführer FC Basel. Am 8. Spieltag schoss sie den 2:0-Endstandtreffer gegen den Tabellenführer FC Luzern. Aufgrund beruflicher Gründe, die einen Umzug nötig machten, wechselte sie im Januar 2015 zum SC Schwyz in die NLB. Seit Juli 2017 spielt sie für den Fußballclub Rapperswil-Jona und ist mit diesem in der Saison 2017/2018 in die NLB aufgestiegen. Dabei hat sie in 24 Meisterschafts- und Cup-Spielen 11 Tore erzielt.

### Nationalmannschaft
Mažukėlytė war seit 2003 Spielerin der U-19 Nationalmannschaft und gleichzeitig seit 2003 Nationalspielerin für die litauische Fußballnationalmannschaft der Frauen. Sie lief seither in 80 Länderspielen für ihr Heimatland auf und erzielte dabei 9 Tore. Ihr letztes Länderspiel vor der 2. Geburt absolvierte sie am 30. August 2015 gegen Estland und krönte ihre Leistung mit dem Treffer zum 1:0 und dem Gewinn des Baltic Cups 2015. Nach der Geburt ihres zweiten Kindes im Juli 2016 ist sie am 8. und 10. Februar 2017 wieder für die litauische Nationalmannschaft gegen Malta, im Rahmen einer Freundschaftsspielreise, von Beginn aufgelaufen. Am 12. März 2017 ist sie im Rahmen des Aphrodite-Cups auf Zypern gegen Bahrain (2:0), am 13. März 2017 gegen Estland(0:0) und am 15. März 2017 gegen Malta (1:1, 4:2 nach Penalty) von Beginn aufgelaufen. Sie gewannen den 3. Platz im Turnier ohne Niederlage. Im Rahmen der Weltmeisterschaftsqualifikation für die WM 2019 absolvierte sie im April 2017 weitere 3 Länderspiele von Beginn gegen Israel, Moldawien und Andorra und im Baltic Cup noch 2 weitere gegen Lettland und Estland. Im Baltic Cup 2019 traf sie gegen Estland zum 2:0-Endstand.

## Persönliches
Rita Mažukėlytė studierte Business Management an der Universität Vilnius und Sport an der Gintra Universitetas in Šiauliai. 2012 schloss sie beide Studiengänge mit dem Bachelor ab. In dieser Zeit besuchte sie auch die Fußballtrainer-Akademie des litauischen Fußballverbandes in Kaunas und absolvierte diese erfolgreich mit dem Abschluss der UEFA-B-Lizenz. Sie ist mit einem Fitness- und Personal Trainer verheiratet und ist Mutter einer 2012 geborenen Tochter und eines 2016 geborenen Sohnes.